# 浪漫沙加3
《復活邪神3》是復活邪神系列的第三作，一款由史克威尔公司制作和发行的角色扮演类游戏。游戏于1995年11月11日在日本地区超级任天堂发行。游戏后在任天堂Virtual Console发行。
本游戏与同时期其他RPG大不相同，特别之处如角色沒有等級，且故事屬於開放性路線，可自由選擇觸發或隨時間經過而消失；可選主角達8人之多，可加入隊伍的夥伴多達二十餘人，可自由邀請與踢出隊伍。
高清復刻版（HD Remastered）於2019年11月11日前後數日依序在各平台推出，正好是原版發售24週年整。平台包括NS、PS4、Steam、Android、iOS，語言包括日語和英語，繁體中文版於2021年8月19日推出。

## 故事背景
「死蝕」是每300年發生一次、死之星完全遮蔽太陽的日蝕現象，死蝕發生時當天出生的所有新生命---不論花草樹木飛禽走獸或是人類都無法逃離死亡的命運。
600年前的死蝕有一個嬰兒頑強的活下來，長大後成為後人口中的「魔王」，魔王打開魔界之門迎來四魔貴族當手下並統治世界數十年之久，但某天魔王不知為何突然消失，世界改由四魔貴族統治。
300年前又發生了一次死蝕，一個當天出生的嬰兒堅強地存活下來，長大後成為後人傳頌的「聖王」，聖王帶領十二名人類勇者一起打倒四魔貴族並關閉魔界之門，世界便由十二名勇者中的其中幾人統治並畫分國界與勢力範圍，而聖王本人選擇低調定居ランス不問世事。這十二人後世稱為「聖王十二將」。
又過了300年，死蝕再度發生，這次存活下來的是聖王？魔王？還是....

## 主角
：部份中文譯名根據官方情報及手機遊戲復活邪神 Re ; universe國際版
- 尤利安 (ユリアン) (20歲)

西儂村(シノン村)的開拓民，5歲時剛出生的妹妹因死蝕過世後舉家搬到西儂村居住。是個正義感強又重義氣的熱血青年，愛慕從小一起長大的青梅竹馬艾蓮但頻遭打槍，在莫妮卡公主來到西儂村求助時第一個跳出來主張幫助莫妮卡與米迦勒。事後也因他正向陽光的人格特質而被米迦勒欽點為莫妮卡的新任貼身護衛。
結局1：被米迦勒封為男爵，與莫妮卡結婚。
結局2：辭去公主護衛的工作後四處流浪。
結局3：辭去公主護衛的工作後回到西儂村，與艾蓮及莎菈等人過著純樸的開拓民生活。
- 艾蓮 () (20歲)

西儂村(シノン村)的開拓民，家裡是經營小麥等農產品批發的農家。外貌清秀漂亮的大美人，但有著與美麗臉蛋不相稱的怪力及運動細胞，不但擅長格鬥與馬術，而且還是村內的腕力比賽冠軍，擁有遠勝許多男性的高戰鬥力。雖然村內追求者眾多，但本人對戀愛毫無興趣，個性自由奔放不喜歡受拘束的生活。
結局1：與莎菈一起去拜訪西儂村的朋友們。
結局2：驚見回村的尤利安，而與尤利安及莎菈一起去拜訪西儂村的朋友們。
- 莎菈 () (16歲)

西儂村(シノン村)的開拓民，艾蓮的妹妹，個性文靜內向，凡事都依賴姐姐的跟屁蟲，實際上是本次死蝕存活下來的命運之子。在幫完モニカ後決定開拓自己的視野，跟隨トーマス一起到ピドナ見見世面，故事為藉由一連串事件改變自身視野與膽小個性的成長之旅。
結局1：離開家門時與艾蓮道別，獨自去拜訪西儂村的朋友們。
結局2：與艾蓮一起去拜訪西儂村的朋友們。
結局3：驚見回村的尤利安，而與尤利安及艾蓮起去拜訪西儂村民們。
- 湯馬斯 (トーマス) (22歲)

綽號湯姆，來自メッサーナ王國首都ピドナ的名門望族，自祖父輩開始到西儂村開拓發展，家族在ピドナ有一棟豪宅。學識豐富具經商才能，為尤利安與艾蓮等一干開拓民青年的領袖。在幫完莫妮卡後接受祖父的建議，回ピドナ學習經商。
結局1：經商成功後覺得自身還有不足的地方，決定四處旅行增廣見聞。
結局2：經商沒什麼出色成績而選擇回西儂村生活。
- 哈里特 (ハリード) (33歲)

外號「龍捲風」的劍術高手，威名遠播但嗜財如命。實際上是10年前被滅的ナジュ王國的貴族，本名エル・ヌール，一心想與心愛的ファティーマ公主重逢，貪財行為其實是想籌措復國資金，與ピドナ統治者ルートヴィッヒ是結義兄弟。憧憬ナジュ王國開國君主的名刀卡辛姆(カムシーン)，所以也把自己使用的彎刀叫卡辛姆。由於膚色與衣著風格能明顯被認出是ナジュ王國遺民，所以被神王教團本部的信眾討厭。
結局1：想念公主，為了找尋公主再度出發旅行。
結局2：與公主相會。
- 米迦勒 (ミカエル) (27歲)

ロアーヌ侯國現任君王，為聖王十二將フェルディナント之直系子孫，年輕英俊且雄才大略，個性外冷內熱，父親フランツ遭暗殺後僅登基三個月就得到領民與他國高評價的名君。
結局1：認為國家治理的馬馬虎虎，發誓更加勵精圖治。
結局2：國力強盛，對外宣稱為「ロアーヌ公國」。
結局3：國力鼎盛，對外宣稱為「ロアーヌ王國」。
- 莫妮卡 (モニカ) (19歲)

米迦勒之妹，外貌美麗氣質優雅的大家閨秀，為聖王十二將フェルディナント的直系子孫。外表看似柔弱但內心堅強，叔父ゴドウィン男爵發動叛亂時策馬出城欲通知領兵在外的米迦勒而開啟本作故事，對第一個主張幫助自己的尤利安有好感。
結局1：愛上尤利安，與受封男爵的尤利安結婚。
結局2：尤利安辭職後，聲明短時間內拒絕再嫁，反倒催促米迦勒的婚事。
- 卡特麗娜 (カタリナ) (23歲)

ロアーヌ侯國出身的貴族，暗戀米迦勒，留著一襲紫色長髮的性感大姊姊，愛吃甜食，但為了維持身材很少吃。先王フランツ授予她ロアーヌ侯妃代代相傳的聖王遺物(偽裝之劍)マスカレイド，表面上是要卡特麗娜好好運用偽裝之劍的力量幫助ロアーヌ國，實際上是暗中認定卡特麗娜為將來的兒媳婦。
15歲起擔任莫妮卡的貼身侍衛而與莫妮卡情同姊妹，莫妮卡私下也向她學習一些馬術與防身武術。ゴドウィン男爵發動叛亂時幫助莫妮卡逃走，但後來有人假冒米迦勒用美男計而丟失偽裝之劍，為了證明找回偽裝之劍的決心而剪斷心愛的長髮並請求戴罪立功，但也被米迦勒下令找不到偽裝之劍就不准回ロアーヌ。
結局1：接受米迦勒求婚，成為ロアーヌ侯妃。
結局2：雖然米迦勒原諒了卡特麗娜也希望她重回ロアーヌ仕官，但卡特麗娜認為自己犯下丟失偽裝之劍的錯誤無顏面繼續侍奉米迦勒，拒絕米迦勒的提議後離開ロアーヌ。
八大主角中唯一不能加入作為同伴。

## 可加入同伴
無名無姓的少年，深信靠近他的人都會不幸而不讓人靠近，事實上與サラ一樣是死蝕當天存活下來的命運之子。關閉四扇魔界之門後才可加入，或以サラ為主角時早期便可加入。
- (47歲)

神王教創始者，對自己與教眾都很嚴厲的老人，深信超越聖王與魔王的神王會降臨世間，對於汙衊神王教的人絕不輕饒。由於神王教聲勢浩大信徒眾多、擁有與國家匹敵的實力，世界各國都不敢輕忽神王教的強大影響力。遊戲開始十年前哈里特的祖國ナジュ王国與神王教團多有矛盾而發生戰爭，最終由ティベリウス帶領神王教團滅了ナジュ王国。
- 沃德 () (37歲)

出身ユーステルム的獵人，粗獷壯碩的重戰士，為聖王十二將フェルディナント的子孫，是ミカエル未曾謀面的遠親。
- 雷歐尼德 (レオニード)

已超過六百歲的吸血鬼伯爵，ポドールイ領主。是唯一認識聖王與魔王的人，曾幫助聖王擊敗四魔貴族而受贈聖杯，對財富名利毫無興趣，唯一的樂趣為探聽ポドールイ外的各種消息。很受女性領民歡迎，ポドールイ當地自願被雷歐尼德吸血變成吸血鬼的女性絡繹不絕。
- (20歲)

立志成為冒險家卻淪落為盜賊的青年，於野盜巢窟勸退他後可以加入。
- 羅賓 () (22歲)

在ヤーマス打擊無良企業ドフォーレ商會伸張正義的蒙面英雄，是罪犯的剋星也是人民的救星，ヤーマス市民的偶像。真實身分是ヤーマス酒吧的胖老闆之子ライム，與化身為羅賓時完全不同，是個外表柔弱寡言的高瘦青年。
- 羅賓(偽) (偽ロビン) (42歲)

在ヤーマス模仿羅賓的冒牌貨，身材肥短武藝拙劣。真實身分是ヤーマス酒吧的胖老闆トラックス，父子兩人都不知道對方是羅賓。在真正的羅賓受傷時或不方便出現時會代替他上場，但奇妙的是ヤーマス的居民都看不出來他是冒牌貨。
- (22歲)

メッサーナ王國名門クラウディウス家的大小姐，前ピドナ統治者クレメンス的千金，體弱多病的氣質美女，個性溫柔有愛心。メッサーナ內亂時父親クレメンス遭到暗殺，家道中落後與家臣夏爾一起隱居在ピドナ舊市街，與夏爾相依為命，常陪當地孤兒一起玩耍，深受舊市街孩童喜愛。結局時與夏爾一同返回位於ピドナ王宮旁的クラウディウス家豪宅生活。
- 夏爾 () (30歲)

クレメンス手下大將，善使長槍與火魔法的術戰士。メッサーナ內亂時クレメンス遭暗殺身亡，シャール不得已接受ルートヴィッヒ的統治，ルートヴィッヒ本想將這位政敵的忠實家臣處死，但シャール在ピドナ人民中擁有很高聲望所以不便取其性命，折衷之下便將シャール手筋挑斷變殘廢並趕出ピドナ新市街，之後便帶著ミューズ一起到舊市街隱居生活。戴上聖王遺物銀之手可以恢復往日身手，結局時與ミューズ一同返回位於ピドナ王宮旁的クラウディウス家豪宅生活。
- 詩人 ()

在各地酒吧吟詩唱歌的詩人，只要隊伍有空缺，聽完他吟詩就強迫加入的熱情人物，加入後必須關閉一扇魔界之門才能離隊。
- 塔吉亞娜 (タチアナ) (14歲)

在各地出現並使用不同假名的紅髮流浪少女，與她說話就會強迫加入，一進入リブロフ就會直接離隊。事實上他是リブロフ豪門ラザイエフ家的么女。
- (34歲)

東國衛將軍，擅長謀略與戰術的智將，與勇猛的大將軍楊遇春並稱「雙楊」。為白梅娘弟子，雖是朝廷大官但對師父白梅娘完全沒轍，不喜歡被師父叫芳芳。術法能力出眾。
- 溫蒂妮 (ウンディーネ) (34歲)

統治南モウゼス的女玄武術士，好男色，四處收集帥哥服侍她。與統治北モウゼス的ボルカノ爭奪死者之井裡面的魔王之盾。
- 智鈴 () (23歲)

東國ムング族族長的女兒，使弓高手，雖是白梅娘弟子但不擅法術，對主角群所處的西方世界很感興趣，一直希望能到西方去看看。不喜歡被師父白梅娘當小孩子看待。
- (39歲)

滿臉滄桑的白髮老人，比真實年齡看起來更蒼老許多，真實身分是鼎鼎大名的海盜布拉克(ブラック)，數十年前在海上遇到四魔貴族之一的フォルネウス襲擊，全船手下死光只剩他一人存活，左腿也被フォルネウス吃掉，因此隱姓埋名等待報仇的機會。帶著他打倒フォルネウス就會回復青春接回左腿變回布拉克。與惡名昭彰的海盜ジャガル是死對頭。
- 伏爾布萊德23世 (フルブライト23世) (23歲)

聖王十二將フルブライト的直系子孫，現為フルブライト商會的老闆，想要控制世界經濟並打擊黑心商會的大企業家。知道トーマス有經商才能，為他出資成立公司共同打擊ドフォーレ商會。
- 白梅娘 (バイメイニャン) (100歲以上)

超過百歲的ムング族大法師，在東國地位崇高。是個愛酸人與講髒話的嘴賤老太婆，對弟子智鈴與楊芳仍用「鈴鈴」、「芳芳」這類叫小孩子般的稱呼。
- 諾拉 () (23歲)

在ピドナ有三百年歷史的武器工房老闆之女，創業先祖是曾幫聖王鑄造「聖王之槍」的工匠。父親被殺、鎮店之寶「聖王之槍」被奪之後工人陸續離開，苦苦支撐沒落工房並設法找回聖王之槍的堅強女孩。
- 妖精 ()

被人類捉住後當作展覽品觀賞的妖精，救出後會指引到火術要塞的正確路徑。攻擊力超強但防禦力低，標準的玻璃大砲，是日本玩家使用度很高的人氣同伴。
住在最果の島、對抗フォルネウス侵略的龍蝦人。フォルネウス在最果の島放了一條水龍要消滅這裡，如果沒擊敗水龍就先去擊敗フォルネウス的話最果の島會永遠消失，龍蝦人也無法加入。
住在東方ラシュクータ的象人，原本是人類，但在六百年前魔王入侵東方時受魔王詛咒，該族就一直以象人姿態生活到現在。隊裡必須帶上サラ或少年才能加入，擁有高達36的超狂生命力，另外可以用鼻子拿盾牌，所以能同時使用雙手武器與盾牌。
住在雪の町的雪人，必須要有永久冰晶才能離開雪の町，不然會全身融化。在火術要塞對アウナス一戰中如果隊伍全滅而獨剩雪人存活的話，雪人會丟出永久冰晶與アウナス同歸於盡，戰鬥直接勝利但雪人與永久冰晶也永遠消失。

## 其他人物
600年前死蝕發生時存活下來的宿命之子，長大後打開魔界之門迎來四魔貴族當手下，並滅了當時的メッサーナ與ロアーヌ地區統一世界，實行長達數十年的恐怖統治。後來東方人為了反抗魔王暴政組成聯軍向魔王挑戰，魔王殲滅東方聯軍後便下落不明從此人間蒸發，有傳言認為魔王在與東方聯軍作戰時戰死。
本作並未言明魔王性別與名字，SE社在2012年的網頁遊戲「帝王傳說」裡給了魔王明確的性別與名字而成為正式官方設定；魔王為男性，名叫ピグマリオン。
- 聖王 ()

300年前死蝕發生時存活下來的宿命之子，長大後成為フルブライト將軍的義子一起為驅逐魔界勢力而奮戰，以聖王為首成功擊潰四魔貴族封印魔界之門，世界才得以重建，也因這層關係所以百年豪門企業フルブライト商會非常重視聖王流傳下來的傳統；拯救世界後聖王退居ランス不問世事，過著平凡的生活。聖王終生未婚無子嗣，故現今位於ランス的聖王家族其實是聖王姊姊的後代，並由他們建造管理聖王廟。
本作並未言明聖王性別與名字，SE社在2012年的網頁遊戲「帝王傳說」裡給了聖王明確的性別與名字而成為正式官方設定；聖王為女性，名叫アウレリウス。
陪同聖王一起討伐四魔貴族的十二位勇者，其中三位功勞最高最具代表性被合稱為「聖王三傑」。
費迪南 (フェルディナント)
聖王三傑之一，出身於北方小村ユーステルム，為ミカエル、モニカ與ウォード的祖先，十二人裡最善戰的猛將。消滅四魔貴族後辭退ピドナ的所有權選擇渡海東行，來到古ロアーヌ的廢墟後討伐當地魔物盜賊並開創ロアーヌ侯國。
帕爾斯 (パウルス)
聖王三傑之一，當時最強的軍事家，統帥能力無人能及。原本是アラケス手下，魔界大軍在パウルス的帶領下讓聖王軍嘗盡苦頭，聖王建造バンガード時叛變加入聖王軍，率領人類大軍消滅魔界勢力貢獻極大，フェルディナント辭讓ピドナ所有權後接受經營並開創メッサーナ王國。雖然是十二人中最晚加入，但因戰功彪炳而成為三傑之一。
瓦薩爾 (ヴァッサール)
聖王三傑之一，出身モウゼス的玄武術士，為了討伐魔海侯フォルネウス提議建造バンガード，並以玄武術為動力發進。モウゼス因ヴァッサール的關係逐漸變為法師聚集的法術城市，也因為崇拜ヴァッサール所以世界上學習玄武術的法師最多。
ヒルダ
聖王十二將之一，ミカエル、モニカ與ウォード的祖先，後來成為フェルディナント的妻子，也是初代ロアーヌ侯妃。マスカレイド的主人，由她開始確立侯妃保管此劍的傳統。
チャールズ
聖王十二將之一，フルブライト將軍的兒子，聖王的義兄弟，在與四魔貴族作戰時戰死。
オトマン
聖王十二將之一，日本風濃厚的劍豪。死蝕發生後隱居森林修行，在聖王力邀下加入四魔貴族討伐軍，討伐ビューネイ時失去左手，聖王賜予銀之手後宛如未斷手般維持往日勇猛；在對決アラケス時戰死，死時銀之手承襲オトマン的強大戰意仍自動揮刀攻擊敵人一段時間。
ソープ
聖王十二將之一，聖王的貼身護衛，形象外型近似矮人。原本是膽小如鼠的人，在戴上聖王授予的聖王之盔後個性大變，變成衝鋒陷陣的勇士；在與アラケス決戰前將頭盔脫下讓給自己的兒子，向世人證明自己已是不需要依賴頭盔神力的真正勇者。
研究死蝕的天文學者，原本住在ピドナ，雙親在數十年前預言死蝕將至被認為妖言惑眾遭處火刑燒死，事發後ヨハンネス舉家搬到ランス生活。為了觀察天象所以過著日夜顛倒的生活，為了研究可以廢寢忘食的狂熱學者，也因此尚未有論及婚嫁的對象，談起死蝕與天文會滔滔不絕講個不停。
ヨハンネス的妹妹，雖然條件不錯，但為了幫助哥哥的研究而無暇戀愛的體貼女孩。
- 教授 ()

住在ツヴァイク西邊森林裡的女發明家，實際年齡超過30歲但本人對外堅稱只有20歲。非常自戀，對自己的美貌與智慧超級有自信，常自稱天才，但是自己的危險發明常給ツヴァイク一帶造成很大的騷動與麻煩。共開發出生化老鼠アルジャーノン與術戰車兩種BOSS級的怪物讓玩家去處理。
北方強權ツヴァイク公國的國王，個性臭屁，自認為是帶領ツヴァイク邁向繁榮的一代名君。對自己的兒子評價很低，直接叫他笨蛋，向モニカ提出與兒子聯姻的請求，也在ツヴァイク辦武術大會吸引各方豪強參賽。在結局時向教授求婚但被打槍。
前ロアーヌ侯，ミカエル的父親，因ゴドウィン男爵懷有二心而遭其派人暗殺身亡。
ロアーヌ貴族，フランツ的堂弟，覬覦ロアーヌ王位的野心家。派人暗殺フランツ，後來趁ミカエル遠征哥布林軍團時發動政變佔領ロアーヌ，後來被ミカエル擊敗；不死心的ゴドウィン男爵使計誘拐モニカ但被ユリアン救出，最終死在自己所設的陷阱之下。
メッサーナ王國前任國王，死蝕發生一年後突然暴斃，因未設儲君導致メッサーナ王國持續了十多年的爭權內亂。
ミューズ的父親，クラウディウス家的大家長，王都ピドナ的禁衛軍團長。アルバート王死後被認為是最有希望繼承メッサーナ王權的人選，與神王教團敵對並嚴禁神王教徒在メッサーナ王國境內活動。5年前在與ルートヴィッヒ爭奪王位勝利後突然遭暗殺身亡，クラウディウス家財產與名下企業也全被ルートヴィッヒ沒收；奇怪的是所有調查結果都顯示該暗殺行動與ルートヴィッヒ無關，故有人猜測是神王教團所為。
リブロフ軍元帥，クレメンス政敵。クレメンス死後接任禁衛軍團長一職並取得王都ピドナ的控制權，是目前最有力的國王人選，與クレメンス不同的是非常親近神王教團，雖與ハリード為結義兄弟，但ルートヴィッヒ在取得ピドナ控制權後開始變的傲慢自大，兩人也漸行漸遠。在發現マクシムス的真實身分並遭他帶來的魔物襲擊時倉皇逃跑。
神王教團幹部，為ピドナ分部的負責人，真實身分為惡名昭彰的海盜ジャッカル。隱姓埋名易容混入神王教團後取得教主ティベリウス信任，瞞著ティベリウス打著神王教的名號暗中收集聖王與魔王的遺物妄想統治世界，派人易容扮ミカエル誘惑カタリナ騙走マスカレイド，又為了討好ルートヴィッヒ而騙ミューズ喝下夢魔秘藥企圖害死她。後來被ハーマン揭穿身分一路逃回神王之塔，殺死マクシムス後就能得到他偷搶拐騙來的眾神器。
ピドナ工房的工匠，在老闆被殺後是唯一留在工房支持ノーラ的員工，只要遊走各地找離職的員工聊天，就能讓他們受ケーン的堅定信念感動而重回工房。
要求市民稱他為船長的性格老頭，除了主角群外是當時唯一相信バンガード可以發動的人，對協助主角群啟動バンガード做了不少貢獻。
- 波魯卡諾 (ボルカノ)

支配南モウゼス的朱雀術士，擅長製作道具與改造魔物的天才。為了爭奪魔王之盾而與溫蒂妮長年爭執不休。
世界最大企業ドフォーレ商會的老闆，也是フルブライト23世亟欲打擊的對象。該家族在聖王時代就是以走私禁藥起家的無良奸商，到現代還多了勾結魔物進行人口販賣的非法勾當。
位於リブロフ的ラザイエフ商會大老闆，也是タチアナ的父親。育有長男ニコライ、次男ボリス、長女ベラ共計子女4人，前三人年紀都比タチアナ大很多。一家人為了離家出走的么女タチアナ苦惱憂心。
- 法提瑪 (ファティーマ)

ゲッシア王朝ナジュ王国的公主，ハリード朝思暮想的戀人，亡國之後失蹤。ハリード如果以未取得カムシーン的狀態下破關，結局時就能與ファティーマ相會。
曾與聖王一起討伐ビューネイ的巨龍ドーラ之子。在經過主角勸說後會循母親老路幫主角一起討伐ビューネイ，ビューネイ被消滅後グゥエイン會毀滅小村莊並與主角等人為敵，若經過上述事件並打倒グゥエイン的話，結局時グゥエイン的巢穴會立劍塚以為紀念。
東國皇帝，年幼所以大權旁落在奸臣趙高手上。相關事件被製作組消除，所以從頭到尾都沒出現，只在對話間被提及而已。
東國大將軍，鎮守國都黃京，與楊芳並稱「雙楊」的猛將。寫信通知楊芳國都的亂事後旋即被趙高下令逮捕，被捕後選擇遵從皇帝命令率軍攻擊楊芳，有一說認為楊遇春被捕後遭洗腦受操控才會攻擊楊芳。
東國宰相，趁皇帝年幼無知把持朝政的奸臣，與魔界勢力聯手企圖統治世界。
ポール的女友，一直期待外出冒險的ポール平安歸來。主角被村長出賣時幫助主角從祭品之穴逃走。
- 基杜蘭特的村長 (キドラント村長)

把主角等人騙進祭品洞窟餵給逃出教授實驗室的生化老鼠アルジャーノン吃的黑心人渣，事件解決後與其交談只會說「我是村長」好像啥都沒發生一樣，明顯是當初製作組疏失未完善此一事件。莫名其妙又沒頭沒尾的黑心事件讓村長成為本作中最常被日本網民調侃的對象。在HD強化版新增了意圖揍他一頓的對話選項，唯動手之前村長就先被嚇到奪門而出。

## 魔界
四魔貴族之一，勇猛的戰士，本體為有一頭金色長髮與壯碩身材的大帥哥，分身住在魔王殿底部，外型為騎著三頭犬的巨大惡魔，屬性為白虎。300年前被聖王打敗後愛槍被聖王所奪並改造為聖王之槍。
- 魔龍公布涅 (魔龍公ビューネイ)

四魔貴族之首，本體為背纏怨靈的美麗女性，分身住在タフターン山，外型為妖怪外貌的女性，屬性為蒼龍。300年前被聖王與巨龍ドーラ合力擊敗。
四魔貴族之一，本體為一名長髥老翁，分身住在火術要塞，外型為拿著火焰鐮刀的青年，屬性為朱雀。
- 魔海侯佛紐司(魔海侯フォルネウス)

四魔貴族之一，本體為持三叉槍的綠髮青年，分身住在海底宮，外型為超巨大的魚怪，屬性為玄武。分身曾襲擊ハーマン的船隊並咬斷ハーマン一條腿。
本作最終BOSS，吸收四魔貴族力量與魔界之力生成的魔神，滿腦子破壞與殺戮、想要進入人界毀滅全世界。如果消滅四魔貴族本體並湊齊聖王與魔王武具的話力量會削弱，最終戰打輸或者破壞神發動死蚀的時候 沒有在限制的回合打敗破壞神則會進入世界毀滅的壞結局。

## 聖王與魔王神器

### 聖王遺物
原為魔戦士公アラケス的武器，アラケス敗給聖王後此槍被聖王所奪，並交由ピドナ武器工房的初代老闆打造為聖王之槍，其後此槍成為該工房的鎮店之寶，裱框珍藏店內三百年，直到五年前ノーラ的父親被マクシムス所殺、槍也被搶走，火紅近三百年的工房也瀕臨倒閉危機。特殊技為「勝利の詩」。
聖王曾經穿過的靴子，擁有增加生命力、速度與魅力的神奇力量，供奉在聖王廟等待有緣人來取。
聖王曾經戴過的頭盔，能夠抵抗精神攻擊與目盲兩項異常狀態，供奉在聖王廟等待有緣人來取。
由歷代聖王家的當家保管的聖物，能打開魔王殿底層封印的大門，裝備後能防止氣絕狀態，且每回合都能回復HP。
非常輕巧易使的弓，供奉在聖王廟等待有緣人來取，特殊技為「妖精の矢」。
由歷代ロアーヌ侯妃所持的短劍，現在由カタリナ保管，在持有者的命令下能變成一把威力強大的大劍。但被神王教團幹部マクシムス派人用美男計騙走。
被マクシムス奪來的聖劍，劍身內涵浩瀚無邊的星之力，解放蘊涵其中的星之力後能覺醒為攻擊力更強猛的LV七星劍，本作強度數一數二的神劍。
被マクシムス奪來的聖杖，百年來經由許多聖職者加持使其充滿神聖之力。
雕刻華美的純銀臂甲，被藏在夢魔的夢境裡，一般人穿戴可變成二刀流同時使用兩把單手武器攻擊，給シャール穿戴則能大幅提升筋力與器用、恢復往日身手，但シャール無法得到二刀流能力。
曾灌注聖王之血並由レオニード伯爵飲下的聖杯，聖王將其送給レオニード作為一同消滅魔界勢力的紀念品，目前保存在レオニード城最深處。裝備在身上每回合都會回復WP。
由冰銀河長時間蘊育生成的寒冰大劍，有非常強大的攻擊力與寒氣，目前仍沉眠於冰銀河中，由白龍帝看守。

### 魔王遺物
藏在モウゼス城中心的死者之井內，可使裝備者的魔力提高。由於ウンディーネ與ボルカノ都想得到它而長年相爭。
被マクシムス奪走的魔力斧，使用「ファイナルストライク」粉碎後能自動復原。
在東方的洞窟中長眠，受到死蝕與魔界的影響，引發魔力招來許多魔物騷擾東方人。